# ترکیتاون (پنسیلوانیا)
ترکیتاون، پنسیلوانیا (به انگلیسی: Turkeytown, Pennsylvania) یک منطقهٔ مسکونی در ایالات متحده آمریکا است که در پنسیلوانیا واقع شده‌است.

## خصوصیات
ترکیتاون ۳۴۶٫۸۷ متر بالاتر از سطح دریا واقع شده‌است.